# 2004年アテネオリンピックのカナダ選手団
2004年アテネオリンピックのカナダ選手団（2004ねんアテネオリンピックのカナダせんしゅだん）は、2004年8月13日から8月29日にかけてギリシャの首都アテネで開催された2004年アテネオリンピックのカナダ選手団、およびその競技結果。

## 概要
今大会は金メダル3個、銀メダル6個、銅メダル3個の合計12個のメダルを獲得した。

## メダル
| メダル | 選手名                   | 競技       | 種目                     |
| ------ | ------------------------ | ---------- | ------------------------ |
| 金     | ロリ＝アン・ムエンザー   | 自転車     | 女子スプリント           |
| 金     | カイル・シューフェルト   | 体操       | 男子ゆか                 |
| 銀     | マリ＝エレーヌ・プレモン | 自転車     | 女子クロスカントリー     |
| 銀     | カレン・コックバーン     | 体操       | 女子トランポリン個人     |
| 銀     | トーニャ・バービーク     | レスリング | 女子フリースタイル55kg級 |